# ベイ・シティ・ローラーズのテーマ
「ベイ・シティ・ローラーズのテーマ」ないし「恋のロックン・ロール」（こいのロックン・ロール）として日本語では知られる「シャング・ア・ラング」(Shang-a-Lang) は、ベイ・シティ・ローラーズの1974年のデビュー・アルバム『エジンバラの騎士』からの2枚目の先行シングルとなった楽曲で、楽曲を共作したビル・マーティンとフィル・コウルターがプロデュースも手がけた。
日本盤のレコードは、シングル盤は「恋のロックン・ロール」としてリリースされたが、アルバム『エジンバラの騎士』の日本盤リリースに際して曲名は「ベイ・シティ・ローラーズのテーマ」とされ、その後のコンピレーション・アルバム『ニュー・ベスト』や、後年のCD『シングル・コレクション』の日本盤においてもこちらの曲名で言及され続けているので、この記事では曲名として「ベイ・シティ・ローラーズのテーマ」を優先する。

## 背景とチャートでの成功
ソングライターのビル・マーティンは、この曲について、ブリル・ビルディング流の曲の作り方、特にパーティーのオノマトべ的な歌詞「ダ・ドゥ・ロン・ロン (Da Doo Ron Ron)」を、自分が生まれ育ったグラスゴーのゴバン地区の造船所から響くのを聞いていた金属を打ち鳴らすような音に結び付けようとする試みだと表現している。マーティンによれば、「僕は「カラン・カラン (clang clang)」は使えなかったんだ、ジュディ・ガーランドの（有名な）「トロリー・ソング (The Trolley Song)」の（歌詞で使われている）「Clang clang clang went the trolley（カラン・カラン・カランとトロリーは行く）」があったからね。そこで結局「We sang shang-a-lang（僕らはシャンガランと歌う）」を捻り出したわけだ」という。マーティンはまた、「シャンガラン」が、子どもの頃、母親に聞かれているかもしれないところでよく使っていた婉曲な誓いの言葉だったとも述べている。マーティンと共作したフィル・コウルターは、かつて彼らが1970年に生み出したヒット曲であるサッカーイングランド代表の「Back Home」でやったのと同様に、クラッピング（clapping：手拍子のような音）を2本の木を打ち鳴らして作り出した。
この曲は、ベイ・シティ・ローラーズの5枚目のシングルであり、彼らが全英シングルチャートに送り込んだ3曲目のヒット曲となり、1974年の春に10週間チャートにとどまったが、同じようなノスタルジックな曲調だったルベッツの「シュガー・ベイビー・ラヴ」の首位を崩せず、最高2位までの上昇となった。
この曲は、後にバンドが大人気となったカナダにおける最初のシングルとなっていた可能性があった。というのも、モントリオールを拠点としていたセッション・グループであるティンカーズ・ムーンが、この曲をいち早くカバーし、そのバージョンがカナダのチャートで23位まで上昇していたからである。ティンカーズ・ムーンのバージョンはアメリカ合衆国でも一定の注目を集め、『Record World』誌のシングル・チャート101-150 では、111位になった。